# Alcyonidium variegatum
Alcyonidium variegatum is een mosdiertjessoort uit de familie van de Alcyonidiidae. De wetenschappelijke naam van de soort is voor het eerst geldig gepubliceerd in 1892 door Prouho.